# Diederik van Weel
Diederik van Weel (ur. 28 września 1973) – holenderski hokeista na trawie. Złoty medalista olimpijski z Sydney.
Zawody w 2000 były jego jedynymi igrzyskami olimpijskimi, Holendrzy triumfowali. W turnieju rozegrał pięć spotkań. W reprezentacji Holandii grał w latach 1998-2002, występując łącznie w 61 spotkaniach. Grał w szeregu turniejów Champions Trophy, zwyciężając w 2000.